# Open GDF Suez de Touraine 2013
L'Open GDF Suez de Touraine 2013 è stato un torneo di tennis facente parte della categoria ITF Women's Circuit nell'ambito dell'ITF Women's Circuit 2013. Il torneo si è giocato a Joué-lès-Tours in Francia dal 7 al 13 ottobre 2013 su campi in cemento (indoor) e aveva un montepremi di $50,000.

## Partecipanti

### Teste di serie
| Nazionalità | Giocatrice              | Ranking* | Testa di serie |
| ----------- | ----------------------- | -------- | -------------- |
| Kazakistan  | Julija Putinceva        | 96       | 1              |
| Spagna      | Estrella Cabeza Candela | 110      | 2              |
| Croazia     | Mirjana Lučić-Baroni    | 111      | 3              |
| Ucraina     | Nadežda Kičenok         | 114      | 4              |
| Portogallo  | Maria João Koehler      | 120      | 5              |
| Belgio      | Alison Van Uytvanck     | 138      | 6              |
| Rep. Ceca   | Andrea Hlaváčková       | 141      | 7              |
| Belgio      | An-Sophie Mestach       | 142      | 8              |

- Ranking al 30 settembre 2013.

### Altre partecipanti
Giocatrici che hanno ricevuto una wild card:
- Fiona Ferro
- Amandine Hesse
- Irina Ramialison
- Laura Thorpe

Giocatrici che sono passate dalle qualificazioni:
- Marta Domachowska
- Lesley Kerkhove
- Ana Konjuh
- Michaëlla Krajicek

Giocatrici che hanno ricevuto un entry come Junior Exempt:
- Antonia Lottner

## Vincitrici

### Singolare
Mirjana Lučić-Baroni ha battuto in finale  An-Sophie Mestach con il punteggio di 6–4, 6–2

### Doppio
Julie Coin /  Ana Vrljić hanno battuto in finale  Andrea Hlaváčková /  Michaëlla Krajicek con il punteggio di 6–3, 4–6, [15–13]